# Guro Nestaker
Guro Nestaker (født 15. august 1998) er en norsk håndboldspiller, som spiller i Storhamar HE.